# Warez
Termenul Warez este folosit din engleză warez. De manierǎ generalǎ, un warez este distribuția ilegalǎ a unui continut protejat de drepturi de autor, prin internet sau prin oricare alt mijloc informatic (de obicei disc Blu-Ray pentru filmele in calitate HD sau 4K, mai putin fiind in zius de azi folosite medii precum CD, dischetă etc.). Conținuturile cele mai piratate sunt programele informatice, jocurile video, muzica și filmele. Acestea sunt de obicei distribuite prin intermediul grupurilor P2P sau a torrentelor. 